# 陶紙
陶紙是一种結合了陶土和紙類兩種特性的複合式材料。
一般紙張可以折、撕、印刷等各種方式成形，但並非耐燃之材料，陶土無法折、印刷等做法，卻有耐高溫的特性。陶土和紙漿混合，方可結合兩種不同材料之特性；有了紙的易造型特性，亦有陶土的耐燃特性。
陶紙目前用在藝術、電子隔熱等方面，都頗具好評。